# Tactical High Energy Laser

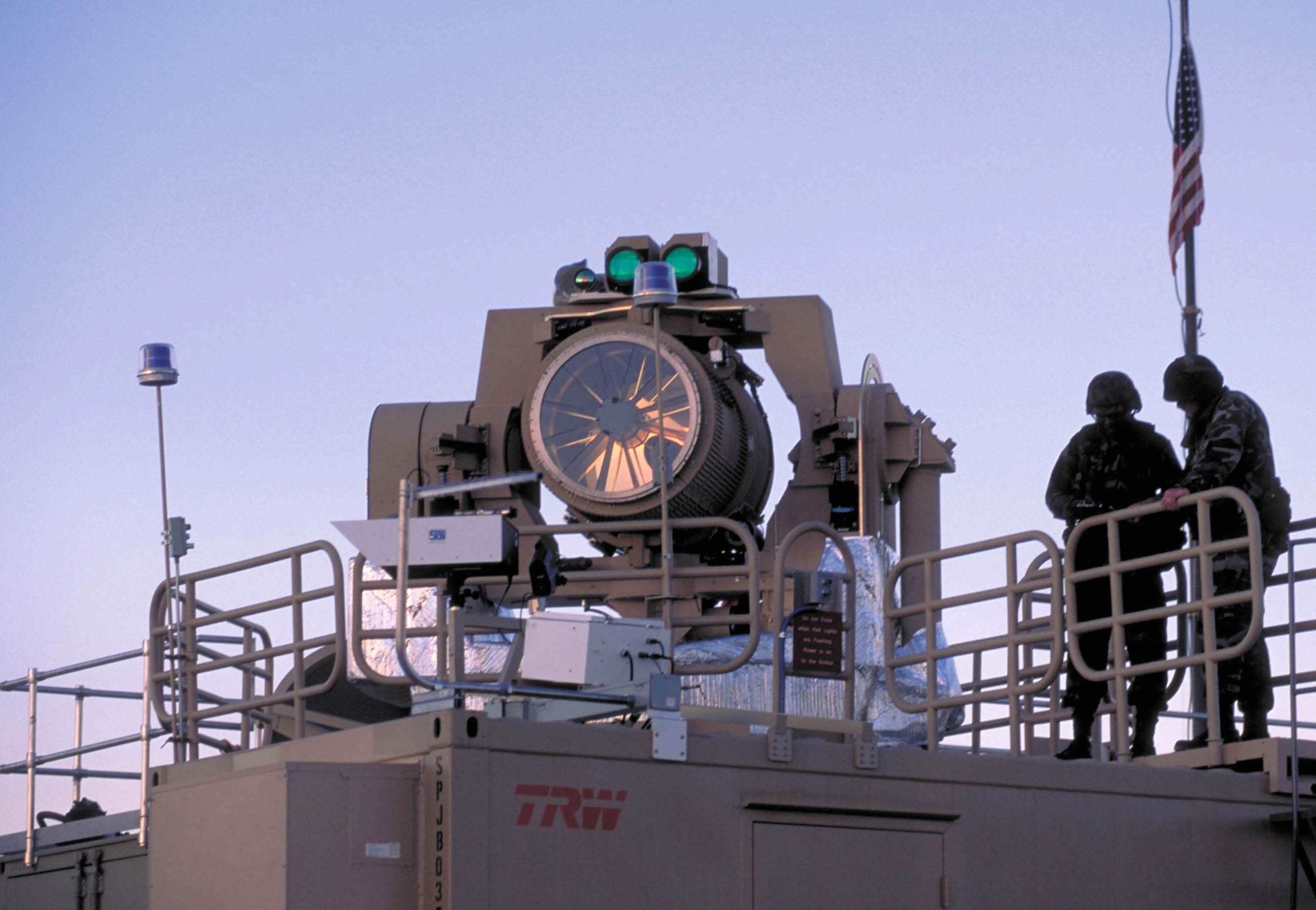
THEL

Tactical High Energy Laser (THEL) – amerykańsko-izraelski program wojskowy mający zająć się wdrożeniem do wojsk broni laserowej. Wyniki tego programu są ściśle tajne, ale wiadomo, że pracuje się tam nad uzbrojeniem w działo laserowe myśliwca typu F-22 oraz opracowaniem działa laserowego mogącego przechwytywać pociski artyleryjskie oraz rakiety. W skład projektu wchodzi też laser satelitarny AMLSS służący do zestrzeliwania rakiet balistycznych zaraz po ich starcie.
Laser ten ma moc 3 MW przez co mógłby natychmiastowo spalić rakietę bez konieczności długotrwałego namierzania jej słabych punktów. 
Działo jest efektem współpracy firmy TRW, RAFAEL oraz kilku innych zajmujących się technologiami laserowymi.